# 리디아 노트

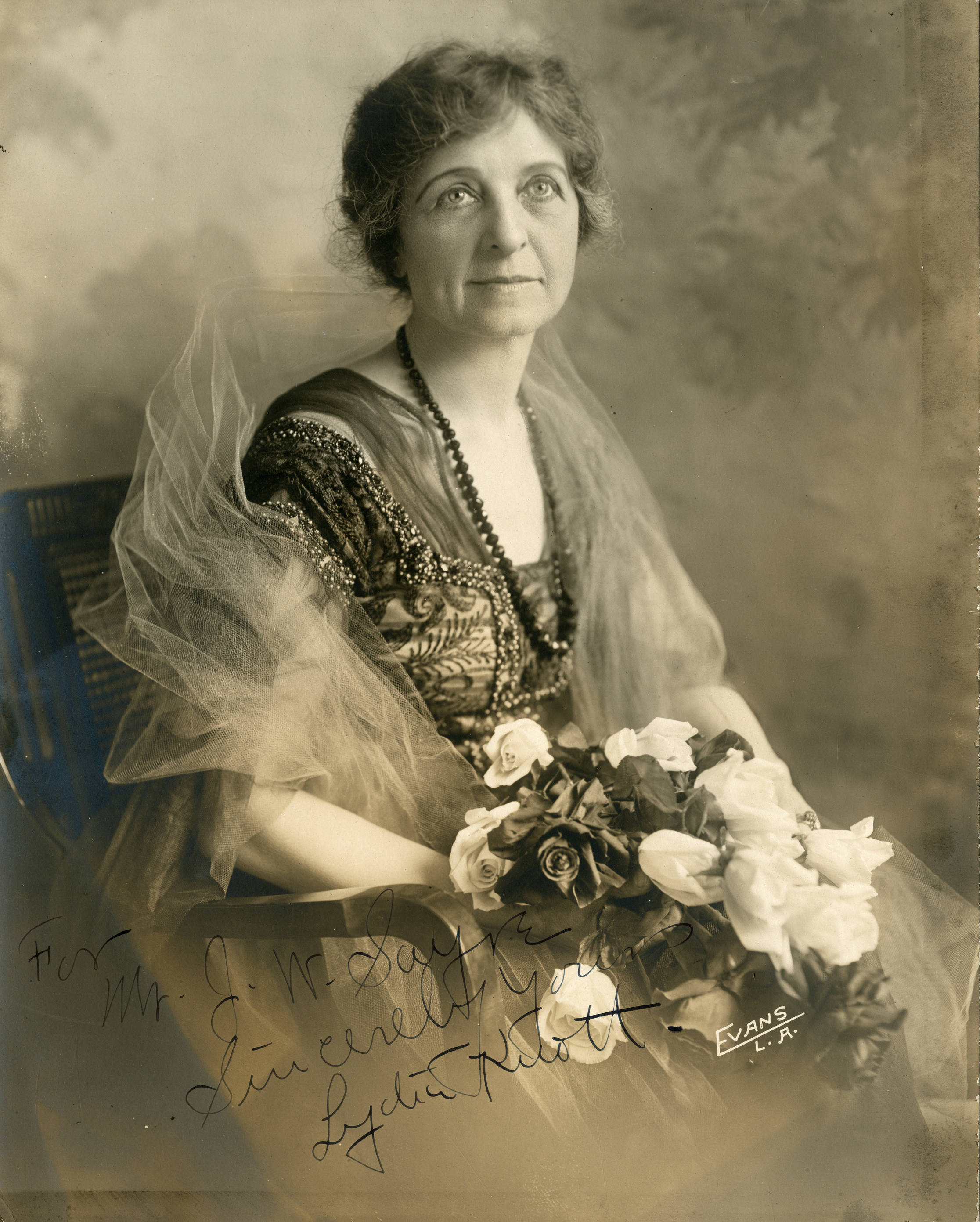

리디아 노트(Lydia Knott, 1866년 10월 1일 ~ 1955년 3월 30일)는 미국의 배우, 연극 배우, 영화 배우이다. 1955년에는 우들랜드힐스에서 사망하였다.

## 영화
- 파리의 여인 (1923년)